# Amphicnaeia flavovittata
Amphicnaeia flavovittata là một loài bọ cánh cứng trong họ Cerambycidae.